# Ghardimaou
Koordinaten: 36° 27′ N, 8° 26′ O
Ghardimaou (arabisch غار الدماء, DMG Ġār ad-Dimāʾ) ist eine Stadt in Tunesien mit ca. 20.000 Einwohnern.
Ghardimaou liegt 11 Kilometer von der Grenze zu Algerien entfernt und gehört zum Gouvernement Jendouba. Die meisten Bewohner sprechen einen tunesischen Dialekt. Straßen- und sonstige Schilder sind außer in arabischer Schrift auch auf Französisch beschriftet. Der Bahnhof von Ghardimaou gehört zum Netz der staatlichen Eisenbahnunternehmen SNFT. Seit den 1990er Jahren ist der internationale Verkehr nach Algerien eingestellt.

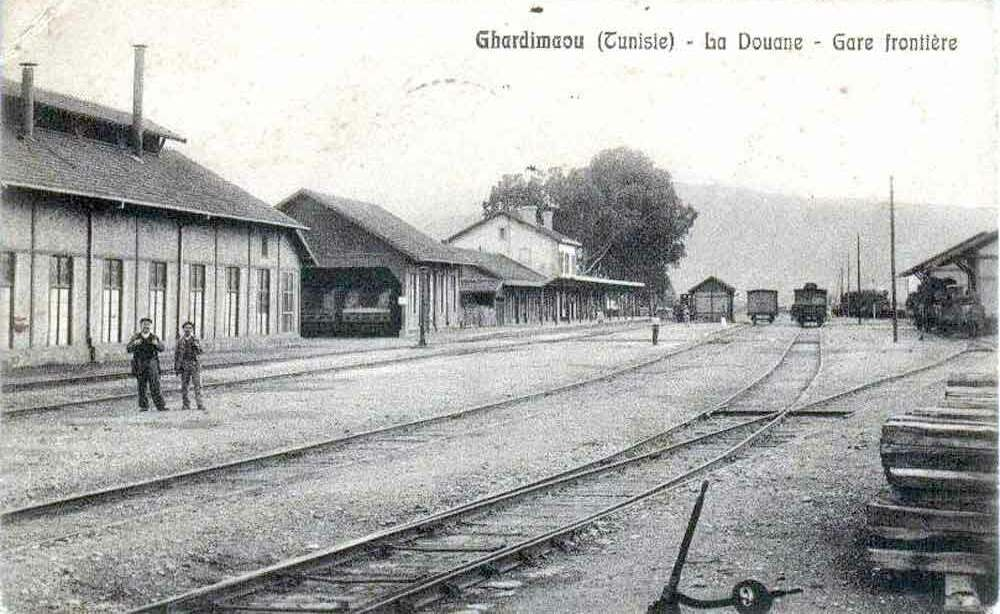
Der Bahnhof von Ghardimaou

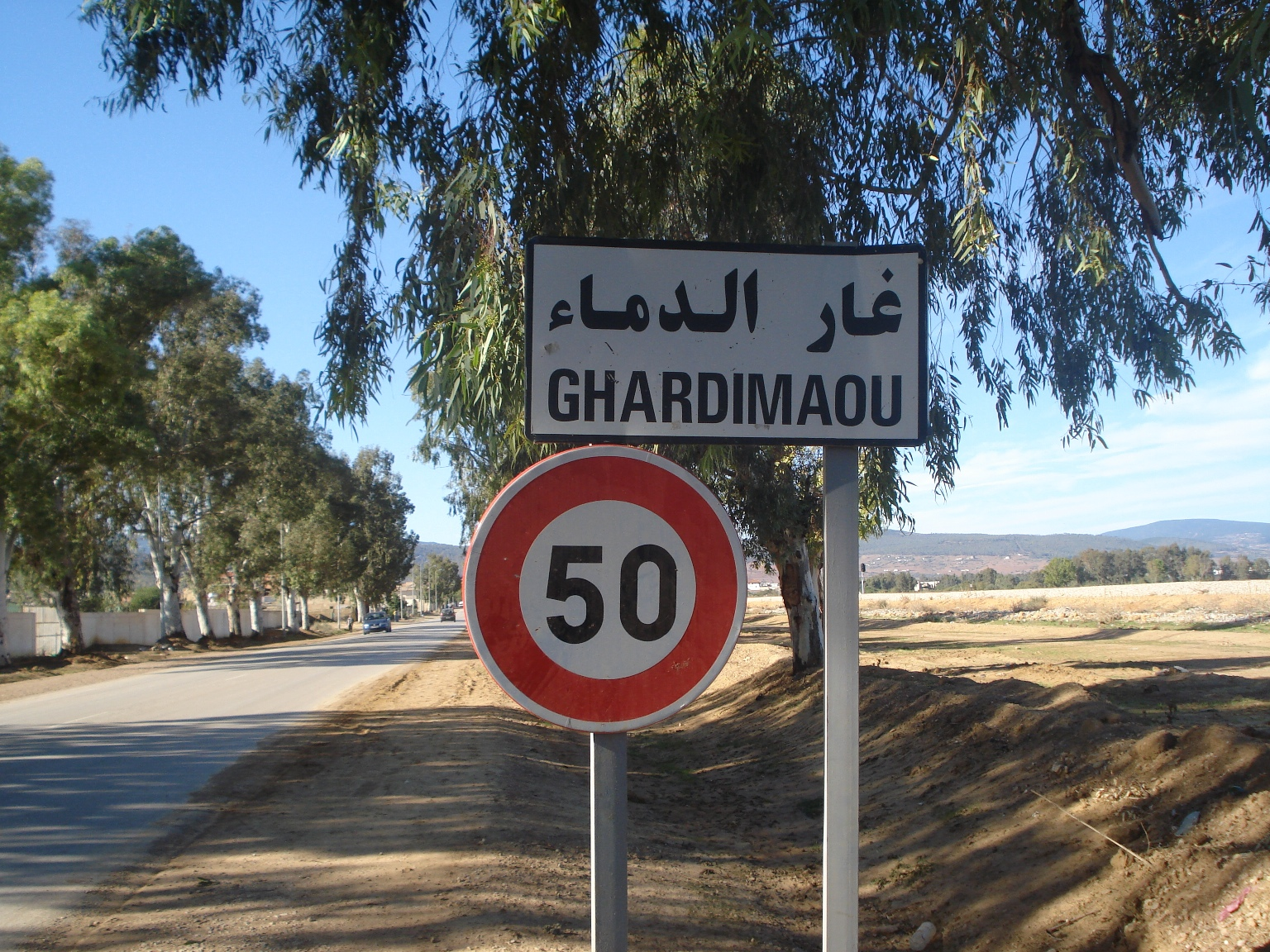
Ortsschild von Ghardimaou